# Virginie Efira
Virginie Efira (Brüsszel, 1977. május 5. –) César-díjas belga-francia színésznő. Híresebb filmjei az Egy ágyban Victoriával (2016), a Benedetta (2021) és a Párizsi emlékek (2023).

## Élete és pályafutása
1977-ben született Brüsszelben. Karrierjét gyerekműsorok műsorvezetésével kezdte Belgiumban, majd szerencsét próbált Franciaországban. Kitörve a műsorvezetésből, első filmszerepe a Max, a makacska című nemzetközi animációs film volt, amiben hangját kölcsönözte. A 2010-es években olyan filmekben játszott, mint a Tökéletes véletlen, a Felcsípve vagy a Fordulópont. Efira lerázta magáról a sztereotip szőke nő szerepét, és 2016-ban az Egy ágyban Victoriával című filmben nyújtott alakításával hírnevet csinált. Efirát Lumière és César-díjra jelölték érte. Ugyanebben az évben szerepelt Paul Verhoeven Áldozat című filmthrillerében, aminek főszereplője Isabelle Huppert volt. 
2019-ben filmtörténeti rekordot döntött, amikor egyszerre jelölték főszereplői és mellékszereplői díjra a 2019-es César-gálán. Efira addigra megkapta a francia állampolgárságot. 2020-ban tizenkét César-díjra jelölték Adieu les cons című filmjét. 2021-ben ismét Verhoevennel dolgozott együtt a Benedetta című életrajzi filmben, ami Benedetta Carlini nővér életén alapszik. Efirát játékáért újra César-díjra nominálták. A díjat végül 2023-ban nyerte el a Párizsi emlékek című filmért, amiben egy mentális gondokkal küzdő nőt alakít, akit megráznak a párizsi terrortámadások. Ugyanebben az évben narrátora volt a Kina és Yuk – Két sarki róka kalandjai című dokumentumfilmnek.

## Filmográfia

### Film
| Év   | Magyar cím                             | Eredeti cím                         | Szerep                        | Magyar hang        |
| ---- | -------------------------------------- | ----------------------------------- | ----------------------------- | ------------------ |
| 2007 | Max, a makacska                        | Max & Co                            | Cathy (hangja)                | Ruttkay Laura      |
| 2009 |                                        | Les barons                          | a meg nem értett művész       |                    |
| 2009 |                                        | Le siffleur                         | Candice                       |                    |
| 2010 | Tökéletes véletlen                     | L'amour, c'est mieux à deux         | Angèle                        | Haumann Petra      |
| 2010 |                                        | Kill Me Please                      | Evrard nyomozónő              |                    |
| 2010 |                                        | La chance de ma vie                 | Johanna Sorini                |                    |
| 2011 |                                        | Mon pire cauchemar                  | Julie                         |                    |
| 2012 |                                        | Hénaut président                    | önmaga (aki Hénaut-ra szavaz) |                    |
| 2012 |                                        | Dead Man Talking                    | Elisabeth Lacroix             |                    |
| 2013 | Felcsípve                              | 20 ans d'écart                      | Alice Lantins                 | Szávai Viktória    |
| 2013 |                                        | Cookie                              | Delphine                      |                    |
| 2013 | Fordulópont                            | En solitaire                        | Marie Drevil                  |                    |
| 2013 | A legyőzhetetlenek                     | Les invincibles                     | Caroline Fernet               |                    |
| 2015 |                                        | Caprice                             | Alicia Bardery                |                    |
| 2015 |                                        | Une famille à louer                 | Violette Mandini              |                    |
| 2015 |                                        | Et ta soeur                         | Marie Guibal                  |                    |
| 2015 |                                        | Le goût des merveilles              | Louise Legrand                |                    |
| 2016 | Életem NAGY szerelme                   | Un homme à la hauteur               | Diane Duchêne                 | Szávai Viktória    |
| 2016 | Egy ágyban Victoriával                 | Victoria                            | Victoria Spick                | Létay Dóra         |
| 2016 | Áldozat                                | Elle                                | Rebecca                       | Szávai Viktória    |
| 2017 |                                        | Pris de court                       | Nathalie Nevers               |                    |
| 2017 |                                        | Drôles de petites bêtes             | Huguette, a darázs (hangja)   |                    |
| 2018 | Fehér Agyar                            | Croc-Blanc                          | Maggie Scott (hangja)         | Györgyi Anna       |
| 2018 | Szabadúszók                            | Le grand bain                       | Delphine                      | Varga Gabriella    |
| 2018 |                                        | Un amour impossible                 | Rachel                        |                    |
| 2018 |                                        | Continuer                           | Sybille                       |                    |
| 2019 |                                        | Sybil                               | Sybil                         |                    |
| 2020 |                                        | Police                              | Virginie                      |                    |
| 2020 |                                        | Adieu les cons                      | Suze Trappet                  |                    |
| 2021 | Benedetta                              | Benedetta                           | Benedetta                     | Létay Dóra         |
| 2021 |                                        | Madeleine Collins                   | Judith Fauvet                 |                    |
| 2021 |                                        | Lui                                 | a feleség                     |                    |
| 2021 |                                        | En attendant Bojangles              | Camille Fouquet               |                    |
| 2022 | Párizsi emlékek                        | Revoir Paris                        | Mia                           | Varga Gabriella    |
| 2022 |                                        | Don Juan                            | Julie                         |                    |
| 2022 |                                        | Les enfants des autres              | Rachel Friedmann              |                    |
| 2023 |                                        | L'amour et les forêts               | Blanche Renard / Rose Renard  |                    |
| 2023 |                                        | Rien à perdre                       | Sylvie Paugam                 |                    |
| 2023 | Kina és Yuk – Két sarki róka kalandjai | Kina et Yuk, renards de la banquise | narrátor (hangja)             | Menszátor Magdolna |

### Televízió
| Év        | Cím                                 | Szerep         | Megjegyzések |
| --------- | ----------------------------------- | -------------- | ------------ |
| 1998–2000 | Night Shop                          | Virginie       |              |
| 2001–2003 | Night Shop A4                       | Virginie       |              |
| 2006–2009 | Kaamelott                           | Berlewen       | 2 epizód     |
| 2007      | Un amour de fantôme                 | Anna           | tévéfilm     |
| 2007–2008 | Off Prime                           | Virginie       | 24 epizód    |
| 2009      | Canal presque                       | műsorvezető    | 3 epizód     |
| 2010      | En chantier, monsieur Tanner!       | a bankár       | tévéfilm     |
| 2010      | La Folle Histoire du Palmashow      | több szerep    | 1 epizód     |
| 2011      | At Home for Christmas               | Sarah          | tévéfilm     |
| 2017      | Call My Agent!                      | önmaga         | 1 epizód     |
| 2023      | Minden rendben (Everything Is Fine) | Claire Vasseur | 8 epizód     |

## Fontosabb díjak és jelölések
| Cím                    | Esemény              | Díj                                             | Eredmény |
| ---------------------- | -------------------- | ----------------------------------------------- | -------- |
| Egy ágyban Victoriával | 2017-es César-gála   | César-díj a legjobb színésznőnek                | Jelölve  |
| Egy ágyban Victoriával | 22. Lumière-díjátadó | Lumière-díj a legjobb színésznőnek              | Jelölve  |
| Szabadúszók            | 2019-es César-gála   | César-díj a legjobb mellékszereplő színésznőnek | Jelölve  |
| Un amour impossible    | 2019-es César-gála   | César-díj a legjobb színésznőnek                | Jelölve  |
| Un amour impossible    | 24. Lumière-díjátadó | Lumière-díj a legjobb színésznőnek              | Jelölve  |
| Adieu les cons         | 2021-es César-gála   | César-díj a legjobb színésznőnek                | Jelölve  |
| Adieu les cons         | 26. Lumière-díjátadó | Lumière-díj a legjobb színésznőnek              | Jelölve  |
| Benedetta              | 2022-es César-gála   | César-díj a legjobb színésznőnek                | Jelölve  |
| Benedetta              | 27. Lumière-díjátadó | Lumière-díj a legjobb színésznőnek              | Jelölve  |
| Les enfants des autres | 27. Lumière-díjátadó | Lumière-díj a legjobb színésznőnek              | Elnyerte |
| Párizsi emlékek        | 2023-as César-gála   | César-díj a legjobb színésznőnek                | Elnyerte |
| L'amour et les forêts  | 2024-es César-gála   | César-díj a legjobb színésznőnek                | Jelölve  |
| Rien à perdre          | 29. Lumière-díjátadó | Lumière-díj a legjobb színésznőnek              | Jelölve  |